# 3044 Saltykov
3044 Saltykov је астероид главног астероидног појаса са пречником од приближно 21,71 .
Афел астероида је на удаљености од 3,303 астрономских јединица (АЈ) од Сунца, а перихел на 2,401 АЈ.
Ексцентрицитет орбите износи 0,158, инклинација (нагиб) орбите у односу на раван еклиптике 13,529 степени, а орбитални период износи 1759,832 дана (4,818 године).
Апсолутна магнитуда астероида је 12,00 а геометријски албедо 0,059.
Астероид је откривен 2. септембра 1983. године.